# The Future Is Medieval
The Future Is Medieval is het vierde studio-album van de Britse rockgroup Kaiser Chiefs. Het album is uitgebracht op 3 juni 2011 (als download op de website van de band) en op 27 juni van dat jaar op cd. Het album is in de Verenigde Staten en Canada uitgebracht op 6 maart 2012 onder de naam Start The Revolution Without Me. Deze versie heeft een andere indeling en het nieuwe nummer On The Run in plaats van het nummer Long Way from Celebrating. In 2012 is ook een "special edition box set" uitgebracht met, in totaal, 23 nummers verdeeld over vier 10-inch vinylplaten.

## Tracklisting
Alle nummers zijn geschreven door de Kaiser Chiefs.
1. "Little Shocks" – 3:42
2. "Things Change" – 3:45
3. "Long Way from Celebrating" – 3:02
4. "Starts with Nothing" – 5:31
5. "Out of Focus" – 4:09
6. "Dead or in Serious Trouble" – 2:37
7. "When All Is Quiet" – 3:27
8. "Kinda Girl You Are" – 2:36
9. "Man on Mars" – 4:14
10. "Child of the Jago" – 4:41
11. "Heard It Break" – 3:07
12. "Coming Up for Air" – 5:35
13. "If You Will Have Me" – 3:25
14. "Howlaround" (verborgen track) – 3:51